# MPEG-4
MPEG-4 is een methode voor de compressie van digitale audio en video. Het werd geïntroduceerd eind 1998 en bepaalde een standaard voor een groep van audio- en videocodeerformaten en verwante technologie. De standaard werd vastgelegd door de ISO/IEC Moving Picture Experts Group (MPEG) (ISO/IEC JTC1/SC29/WG11) onder de formele standaard ISO/IEC 14496.
MPEG-4- of MP4-bestanden zijn videobestanden. Ze worden veelal gebruikt voor compressie van videodata voor streaming en distributie op cd.

## Algemeen
De bestanden die met deze videocompressietechniek worden gecreëerd, zijn vaak terug te vinden in digitale mobiele apparatuur, zoals mobiele telefoons en videowalkmans met video-opnamefunctionaliteit, maar ook bij digitale televisie.
Deze compressie is chronologisch gezien de opvolger van MPEG-2 en de voorloper van MPEG-21. Maar bij, bijvoorbeeld, het digital rights management-systeem van MPEG-4 zal te merken zijn dat bepaalde dingen ook zijn overgenomen in MPEG-2.
Toepassingen:
- Een voorbeeld van MPEG-4-part2-codecs zijn DivX en XviD. Deze codecs worden vaak toegepast in .AVI- of .MOV-bestanden (containers).
- Een voorbeeld van een programma dat specifiek gebruikmaakt van MPEG-4 is QTFairUse en QuickTime.

## Compressie
Het compressie-algoritme in MPEG-4 Part 10 is de H.264-codecstandaard. Deze compressietechniek met MPEG-4 Part 10 zorgt voor een tweemaal betere compressie dan MPEG-2.
Met andere woorden, de grootte (in bytes) van een bestand waar de compressie door middel van MPEG-2 is gebeurd, is ongeveer dubbel zo groot als dezelfde video door middel van MPEG-4 verwerkt.
Maar deze betere compressie heeft ook een prijs, een MPEG-4-bestand is gevoeliger voor ruis dan MPEG-2: als er tijdens het verzenden van de data storingen optreden op de verbinding, is de uiteindelijke kwaliteit van de video na het uitpakken van het aldus gecomprimeerde bestand qua ruis minder goed.

## Beveiliging
Omdat tegenwoordig veel van de gegevens worden verstuurd via het internet, en piraterij steeds meer voorkomt, is een goede beveiliging nodig. MPEG-4 maakt gebruik van een digital rights management-systeem genaamd Intellectual Property Management and Protection, dit systeem heeft later ook nog een uitbreiding gekregen onder de naam Intellectual Property Management and Protection Extension.
Het doel van dit deel van de standaard is om het intellectuele eigendom, meestal films en video in dit geval, te beschermen. Deze bescherming betekent concreet dat enkel de apparaten met de juiste rechten de video kunnen bekijken. Dit zorgt ervoor dat indien de video wordt gekopieerd, deze kopie niet kan worden gebruikt alsof het de originele film is.

### Ontwikkeling van IPMP
De MPEG-4-standaard voorzag oorspronkelijk enkel hoe het IPMP-systeem zou werken in het grote geheel van de standaard. MPEG had evenwel geen uitwerking van een dergelijk systeem opgenomen, er waren enkel 'haken' aanwezig waar een systeem kon worden aangehangen, ingeklikt. Door het definiëren van enkel deze interface, was het mogelijk voor anderen om een eigen systeem te maken op maat van hun doel. Deze eerste implementatie kreeg dan ook de naam "hooks approach" of "hakenaanpak".

### Gevolgen van IPMP
Voordelen die te danken zijn aan de "hooks approach":
- Oorspronkelijk was er besloten om geen eigen IPMP-systeem in de standaard op te nemen. Dit betekende dat er veel flexibiliteit was in de implementatie van het systeem. Men had hierdoor de mogelijkheid om een systeem op maat te maken.
- Het integreren van IPMP tot aan de systeemlaag zorgde ervoor dat er veel efficiënter en veiliger kon worden gewerkt. Het systeem had rechtstreeks toegang tot de systeemlaag van MPEG-4 op de (computer)terminal, dit zorgde voor een betere werking omdat er minder controle moest gebeuren bij de uitwisseling van gegevens.

Nadelen van deze manier van werken:
- Omdat de implementaties niet werden gedefinieerd in de standaard, werden er door bedrijven eigen systemen ontwikkeld die dan in de standaard konden worden toegepast. De meeste systemen waren als intellectuele eigendom ontwikkeld. Dit betekende dat anderen meestal, ofwel geen toestemming hadden, ofwel moesten betalen om het systeem te gebruiken. Als gevolg ontwikkelde vrijwel elk bedrijf dat nood had aan IPMP zijn eigen versie. Dit zorgde dan voor een grote hoeveelheid verschillende en vaak niet compatibele IPMP-implementaties.
- Eens men een IPMP-systeem installeerde op een terminal, kon deze terminal niet langer onafhankelijk werken. Dit betekende dus concreet dat de terminal samen met het systeem een geheel vormden. Bij het verouderen van het IPMP-systeem of wanneer men besloot dit systeem niet langer te hanteren, was men genoodzaakt om ook de terminals te vervangen.

Door de combinatie van deze twee nadelen kreeg men te maken met gevallen waar men terminals niet langer kon gebruiken omdat de IPMP-systemen die hierop waren geïnstalleerd, niet compatibel waren met een ander of nieuw systeem.
Zo was het soms zelfs het geval dat indien een bepaalde terminal op locatie X gebruikmaakte van IPMP-systeem A en een andere terminal op locatie Y van systeem B, deze onmogelijk met elkaar zouden kunnen communiceren. Er zou dus een derde terminal aanwezig moeten zijn, die systeem A draait op locatie Y en gelijkaardig een terminal met systeem B op locatie X.
Om deze problemen te verhelpen en betere compatibiliteit tussen de verschillende systemen te krijgen, begon MPEG in 2000 met het adresseren van deze compatibiliteitsproblemen. Op dat moment was het zelfs zo dat apparaten die voor dezelfde doeleinden en diensten waren gemaakt toch niet compatibel waren, omdat ze door verschillende producenten waren gecreëerd.
Door de verdere verspreiding van breedbandinternet en meer en meer services die werden aangeboden, bijvoorbeeld via gsm, werd de verscheidenheid aan apparatuur en systemen nog uitgebreider. MPEG was uiteindelijk genoodzaakt een poging te ondernemen om de samenwerking en compatibiliteit van al deze systemen te verbeteren.
Teneinde dit te verwezenlijken werd de MPEG-4-standaard in oktober 2002 uitgebreid en zo de compatibiliteit en interoperabiliteit meer gegarandeerd. Deze uitbreiding werd aangeduid met Intellectual Property Management and Protection Extension (IPMPX).

### IPMPX
Deze architectuur met de naam Intellectual Property Management and Protection Extension (IPMPX) werd in de MPEG-4-omgeving ontwikkeld en werd tijdens deze ontwikkeling ook aangepast en opgenomen in de MPEG-2-standaard.
Deze uitbreiding op IPMP voor MPEG-4 had als doel de volgende elementen te verbeteren en bijgevolg de samenwerking tussen verschillende apparaten/terminals/systemen te bevorderen.
Verbeteringen en doelen van de uitbreiding ten opzichte van de originele standaard:
- Interoperabiliteit - deze uitbreiding standaardiseert de communicatie voor IPMP-systemen in combinatie met industriestandaarden. Dit heeft als gevolg dat het nu mogelijk is om met verschillende middelen een IPMP-systeem op te bouwen. Ook wordt hierdoor de compatibiliteit van systemen verbeterd.
- Vernieuwbaarheid - er wordt geregistreerd welke middelen of zogenaamde 'tools' er in gebruik zijn en er kan aan de terminal worden gemeld dat er, bijvoorbeeld, een nieuwere 'tool' gebruikt wordt dan aanwezig. Indien er een nieuwere 'tool' wordt gebruikt dan aanwezig op de terminal(s), kan dit op verschillende manieren worden opgelost. De nieuwe 'tool' kan tussen de twee terminals worden verzonden vóór de daadwerkelijke data, dit is natuurlijk enkel mogelijk indien een van de terminals het nieuwe 'tool' al bezitten. Een andere methode is het downloaden van de 'tool' van een centrale server. In de twee voorgaande gevallen zullen alle terminals uiteindelijk de nieuwe 'tool' geïnstalleerd hebben. De architectuur van IPMPX laat toe om deze update of aanvulling uit te voeren via download. Het is niet verplicht om dit te doen. Indien de nieuwe versie niet wordt geïnstalleerd wegens gebrek aan een bron, instellingen, ... kan er worden gekozen om opnieuw te proberen, en dan bijvoorbeeld wel via de data, of gewoon op te geven en de verbinding te verbreken.
- Flexibiliteit - Er worden geen 'tools' in IPMPX gedefinieerd. Er zijn een aantal externe organisaties die zich bezighouden met de 'tools' voor watermerken en encryptie. Daar er wordt toegelaten om nieuwe 'tools' te installeren, is het mogelijk met verscheidene hiervan te werken.
- Dynamische operaties - Er wordt toegelaten om verschillende middelen te gebruiken. Men kan zelfs kiezen voor verschillende 'tools' voor verschillende verbindingen. Door de werking van dit systeem is het mogelijk om tijdens een communicatie bepaalde zaken, veelal 'tools', aan te passen en te veranderen. Dit laat toe om dynamisch te reageren op bepaalde gebeurtenissen.
- Tool security' - De 'tools' en de terminal kunnen gebruikmaken van de IPMP authenticatie- en communicatieberichten om een veilige verbinding tot stand te brengen.